# Верветка
Верве́тка (или Карликовая зелёная мартышка, лат. Chlorocebus pygerythrus) — вид обезьян семейства мартышковых отряда приматов, один из шести видов рода Chlorocebus. Относится к «эфиопской группе» мартышек. Похожа на зелёную мартышку, отличаясь от неё окраской: имеет кисти конечностей тёмного цвета и красноватые волосы у хвоста на спине.

## Систематика
Верветки в прошлом описывались систематиками как Cercopithecus aethiops (Эфиопские мартышки). Верветка и малбрук (Chlorocebus cynosuros) часто рассматривались в качестве представителей одного и того же вида, или же подвидов в составе вида гривет (Chlorocebus aethiops).
В настоящее время принято выделять 5 подвидов верветок:
- Chlorocebus pygerythrus excubitor
- Chlorocebus pygerythrus hilgerti из южной Кении[4]
- Chlorocebus pygerythrus nesiotes
- Chlorocebus pygerythrus pygerythrus из ЮАР, Ботсваны,[4][5] Лесото и Эсватини[5]
- Chlorocebus pygerythrus rufoviridis из Мозамбика[4] и Уганды имеет отчетливо красную окраску спины, которая темнеет к основанию хвоста.[6]

## Внешние признаки
Верветка имеет чёрную мордочку с белой бахромой волос, тогда как общий цвет тела в основном сизовато-серый. Самцы всех подвидов узнаваемы по голубой мошонке и красному пенису. Этот вид демонстрирует половой диморфизм, самцы крупнее по весу и длине тела. Взрослые самцы весят от 3,9 до 8 кг (в среднем 5,5 кг) и имеют длину тела между 420 и 600 мм, в среднем 490 мм от верхней части головы до основания хвоста. Взрослые самки весят от 3,4 и 5,3 кг (4,1 кг в среднем) и размером — между 300 и 495 мм (в среднем 426 мм).

## Ареал и искусственное распространение
Верветки распространены на большей части территорий южной и восточной Африки, в ареале от Эфиопии, Сомали и крайнего юга Судана — до ЮАР. Они перестают встречаться к западу от Восточно-Африканского рифта или реки Луангва, где их сменяет ближайший «родственник» малбрук (C. cynosuros). Верветки населяют саванны, поймы, прибрежные леса и горы до высот 4000 м. Они способны адаптироваться к жизни в районах даже с сильно прореженной растительностью, в том числе среди посевных площадей, а порой приспосабливаются к обитанию в сельских и городских условиях.
Ввезённые людьми верветки также встречаются на некоторых из Малых Антильских островов (Барбадос, Сент-Китс, Сен-Мартен и Невис).
Кроме того, активное использование обезьян этого и близкородственных видов в биомедицинских и социобиологических экспериментах — приводит к содержанию в неволе, размножению и даже расселению значительных групп: так, например, сообщается, что в Дания Бич (Флорида, США) этих приматов насчитывается не менее 20-ти. Однако, расценивая подобную информацию, необходимо иметь в виду, что вплоть до настоящего времени (тем более к началу XXI века) даже в научных кругах и публикациях нередко не различаются «бытовые» (как и устаревшие таксономические) названия верветок и зелёных мартышек (а также малбруков, гриветов), воспринимавшихся в самом недавнем прошлом как единый вид.

## Поведение

### Образ жизни
Верветки ведут дневной и стайный образ жизни, группами до 72 особей. Существует четкая иерархия доминирования и подчинения среди особей в стае.

### Сигналы тревоги
Верветки издают специализированные звуки, чтобы предупредить о разных типах хищников. Они используют отличающиеся сигналы, заметив леопарда, змею или орла. Эти звуковые сигналы расцениваются рядом этологов в качестве своего рода протоязыка.
У молодых верветок, судя по наблюдениям, есть врожденная предрасположенность к подаче таких знаков тревоги, а взрослые обезьяны, похоже, дают ей положительное подкрепление, если детёныш верно воспроизвёл звук, повторяя их крики. Матери, согласно сообщениям этологов, наказывали издавших ошибочный сигнал.

### Питание
В рационе верветок — широкое разнообразие фруктов, плодов инжира, листьев, семян и цветков. Они также поедают птичьи яйца и молодых птенцов, насекомых (саранчу и термитов). В среде человеческого обитания они готовы питаться хлебом и различными зерновыми культурами, особенно кукурузой.
Список некоторых съедобных растений с указанием их частей из рациона верветок в Южной Африке:
- Acacia erioloba — семена и стручки
- Aloe spp — нектар (цветки)
- Celtis africana[англ.] (см. Каркас) — плоды
- Colophospermum mopane — семена
- Deinbollia oblongifolia[англ.] (см. Сапиндовые) — плоды
- Euphorbia ingens — плоды
- Euphorbia tirucalli — плоды
- Ficus abutifolia — соплодия (см. инжир)
- Ficus sur — соплодия (см. инжир)
- Ficus sycomorus — соплодия (см. инжир)
- Grewia caffra — плоды
- Harpephyllum caffrum — плоды
- Hyphaene coriacea — плоды
- Phoenix reclinata (см. Финиковая пальма) — финики
- Protorhus longifolia — плоды
- Rhus chirindensis — плоды
- Sclerocarya birrea — плоды
- Strelitzia nicolai — мягкие части цветков
- Ximenia caffra — плоды
- Ziziphus mucronata — плоды

## В античной истории
Этот вид был известен в Древнем Египте, в том числе в горах у Красного моря и долине Нила. Фреска с изображением верветки, найденная в Акротири на средиземноморском острове Санторини, доказывает, что эта обезьяна была известна и тамошним жителям около 2000 года до н. э.; этот факт прежде всего известен в качестве свидетельства ранних контактов между Египтом и Акротири.

## Галерея изображений
- Фронтальный вид черепа верветки.
- Боковой вид черепа.
- Самка верветки с детёнышем.
- Верветка в заповеднике Самбуру.
- Самец верветки в парке Лейк-Маньяра, Танзания, демонстрирует голубую мошонку.
- Самка и подросток, национальный парк Крюгер, ЮАР.
- Детёныш верветки, ЮАР.